# Pietro Lagnese

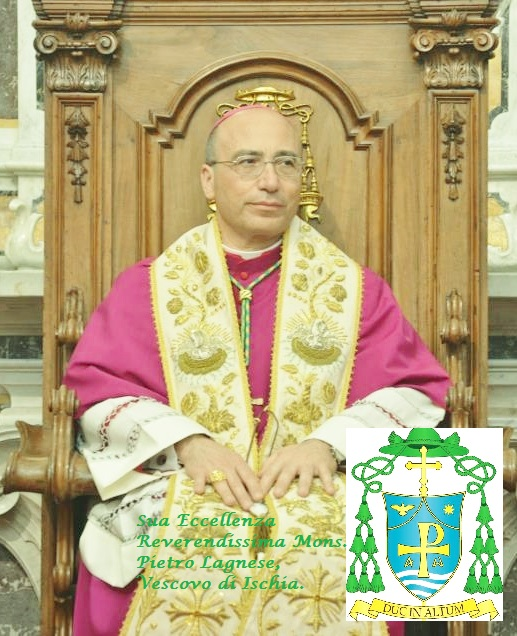
Pietro Lagnese (2013)

Wappen von Pietro Lagnese als Erzbischof von Capua

Wappen von Pietro Lagnese als Bischof von Ischia

Pietro Lagnese (* 9. September 1961 in Vitulazio, Provinz Caserta) ist ein italienischer Geistlicher sowie römisch-katholischer Bischof von Caserta und Erzbischof von Capua.

## Leben
Pietro Lagnese schrieb sich 1980 ins Priesterseminar Alessio Ascalesi von Neapel ein. Am 21. September 1985 wurde er zum Diakon geweiht. Der Erzbischof von Capua, Luigi Diligenza, spendete ihm am 1. Mai 1986 die Priesterweihe. Im Oktober desselben Jahres wurde er Gemeindepfarrer in seiner Heimatstadt Vitulazio. Dieses Amt übte er bis zu seiner Ernennung zum Bischof aus. Von 1988 bis 1993 war er zudem Generalsekretär der 31. Synode des Erzbistums Capua sowie Spiritual des Priesterseminars von Capua. 2001 ernannte ihn Erzbischof Bruno Schettino zum Diözesanverantwortlichen für die Familienpastoral. Im Jahr 2010 wurde er schließlich Rektor des Seminars Alessio Ascalesi, an dem er selbst studiert hatte.
Papst Benedikt XVI. ernannte ihn am 23. Februar 2013 zum Bischof von Ischia. Die Bischofsweihe spendete ihm der Erzbischof von Neapel, Crescenzio Kardinal Sepe, am 1. Mai desselben Jahres auf dem Vorplatz seiner Heimatpfarrei Santa Maria dell`Agnena in Vitulazio; Mitkonsekratoren waren Armando Dini, emeritierter Erzbischof von Campobasso-Boiano, und Arturo Aiello, Bischof von Teano-Calvi.
Papst Franziskus ernannte ihn am 19. Dezember 2020 zum Bischof von Caserta. Die Amtseinführung fand am 20. Januar des folgenden Jahres statt. Das Bistum Ischia verwaltete er bis zur Amtseinführung seines Nachfolgers am 19. Juni 2021 als Apostolischer Administrator. Am 11. Dezember 2023 ernannte ihn Papst Franziskus unter gleichzeitiger Vereinigung des Bistums Caserta in persona episcopi mit dem Erzbistum Capua zusätzlich zum Erzbischof von Capua. Die Amtseinführung in Capua erfolgte am 4. Februar 2024.